# Tupi (volk)

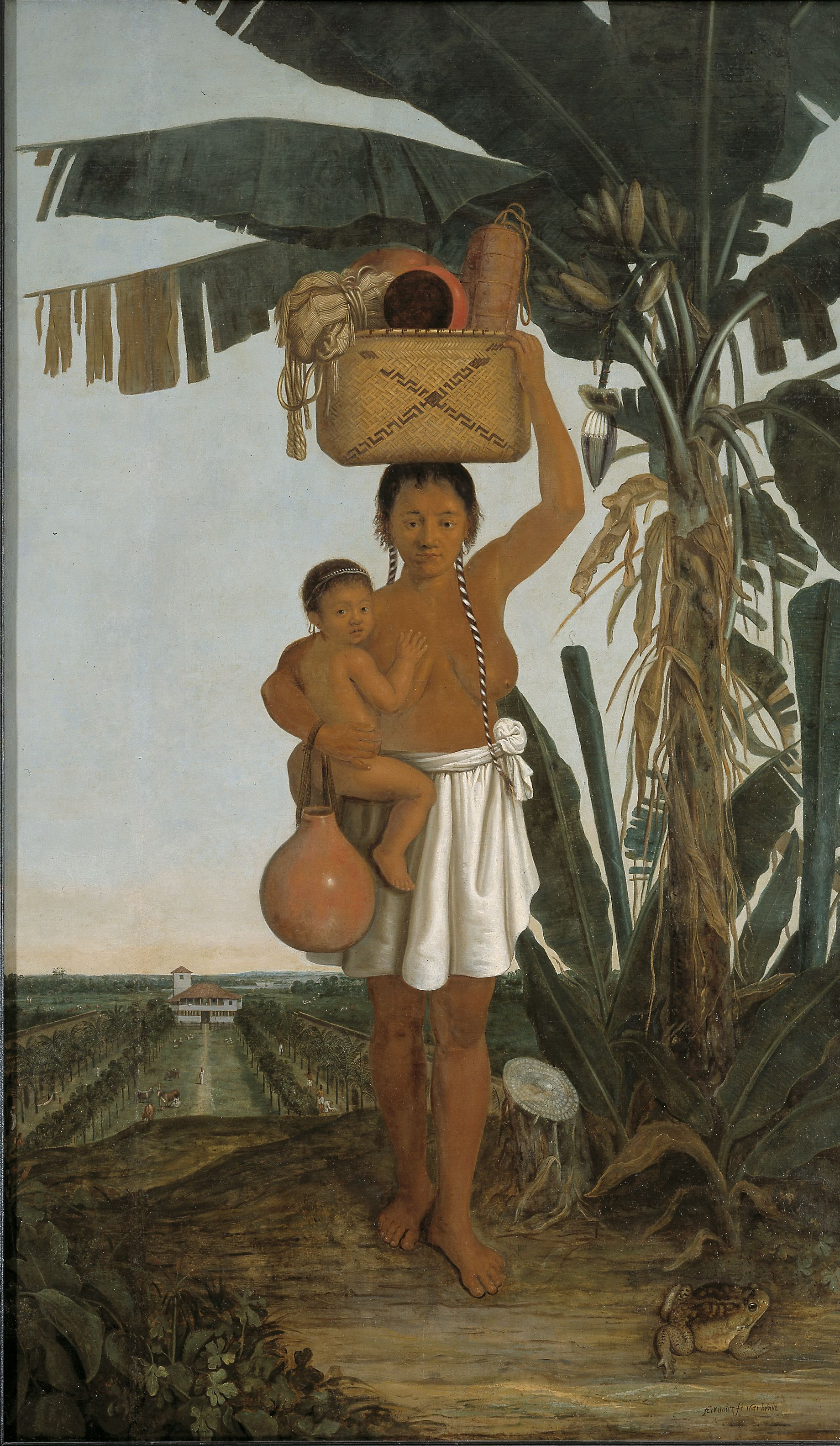
Een Tupi-vrouw met haar boodschappen. Schilderij van Albert Eckhout, rond 1641

De Tupi zijn diverse inheemse volkeren die langs de kust van het gebied woonden dat tegenwoordig Brazilië omvat. Ze vormden een van de belangrijkste volkeren die in dit gebied leefden voordat het door de Portugezen werd gekoloniseerd. Door het verschijnsel van Cunhadismo zijn ze nog steeds een van de belangrijkste elementen in de hedendaagse genenpool van Brazilië. Volgens onderzoekers vestigden de Tupi zich aanvankelijk in het Amazoneregenwoud, maar verspreidden ze zich 2900 jaar geleden naar het zuiden en de Atlantische kust van Brazilië en Frans-Guyana.
Deze volkeren stammen af van voorouders die duizenden jaren geleden uit het centrum van het Amazonegebied vertrokken, zich naar het noorden uitbreidden over de Amazone, naar het zuiden door Paraguay, naar het oosten langs de Tocantins en naar het westen langs de Madeira. De Tupi zijn alleen diegenen die naar het oosten migreerden en dus de oostkust van het Zuid-Amerikaanse continent bereikten.
Zoals Eduardo Navarro uitlegt, geloofden de verschillende Tupi-volkeren dat ze afstamden van een mythisch figuur of god genaamd Tupi. Om die reden hadden veel Tupi-stammen etnoniemen die begonnen met "Tupi", zoals de Tupinambá, de Tupinaquis, de Tupiguaés en de Tupiminós. De Tupi gaven zichzelf namen om zich te onderscheiden toen ze verschillende groepen werden, ondanks dat ze van dezelfde familie afstamden. Zo betekent het volk Tamoio bijvoorbeeld "de oudsten" (de grootouders); de Tupinambá, "rechtstreekse afstammelingen van de Tupi", en de Tupiniquins, "verwanten van de Tupi, afkomstig van de Tupinambá".
De taal die door de Tupi werd gesproken, staat tegenwoordig bekend als Oud-Tupi. Het was een taal met een brede geografische verspreiding (net zo breed als die van de Tupi) en speelde een cruciale rol in de vorming van Brazilië.

## Geschiedenis

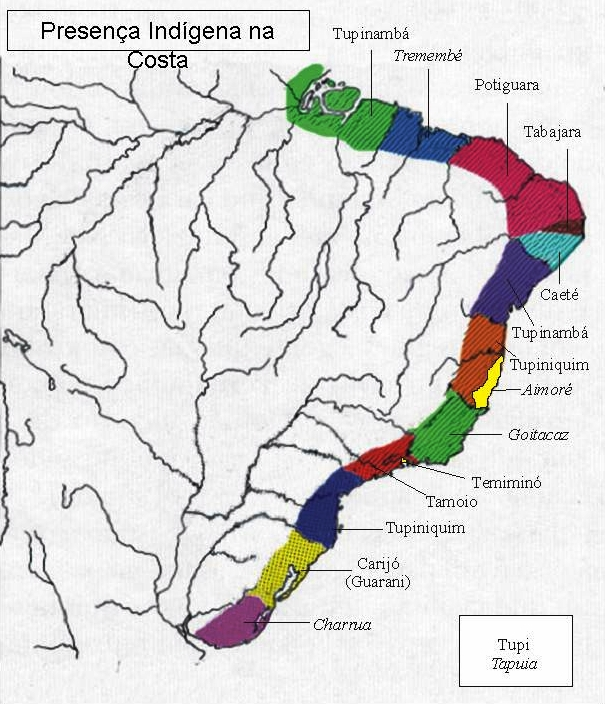
Verspreiding der verschillende Tupistammen in Brazilië

Braziliaans feestje met barbecue zoals beschreven door Hans Staden die met baard en naakt van zijn kleding beroofd op de achtergrond staat

De Tupi bewoonden nagenoeg alle Braziliaanse kustgebieden toen de Portugees Pedro Álvares Cabral het land in 1500 ontdekte. In dat jaar werd de Tupi bevolking geschat op zo'n 1 miljoen zielen, ongeveer evenveel als de gehele Portugese bevolking van die tijd. De Tupi waren verdeeld in tientallen stammen, die ieder tussen de 300 en 2000 leden telde. Onder deze stammen vinden we onder meer de Tupiniquim, Tupinambá, Potiguara, Tabajara, Caetés, Temiminó, en Tamoios. Verder noordelijk tot in Frans-Guyana had je de Tupitalige Wayampi en Teko waar ze op de Caribische en Arawakvolken stootten. De Tupi deden aan landbouw. Ze verbouwden onder meer cassave, tabak, bonen, kalebas, katoen en zoete aardappelen. De Tupi hadden bij hun verovering van de kuststreek de Ge naar het binnenland verdreven en hielden zich frequent onledig met oorlogen, tegen naburige stammen, maar ook tegen elkaar, daar het idee deel uit te maken van een enkel volk hen, hoewel ze dezelfde taal spraken en ze tot dezelfde etnische groep behoorden, vreemd was. Het doel van deze oorlogen was niet zozeer om hun tegenstanders op het slagveld af te maken, maar om ze te vangen om ze vervolgens tijdens rituele feesten op te eten. Het kannibalisme maakte een inherent deel uit van de oorlogscultuur; het opeten van de gevangen vijandelijke krijgers zou hun kracht overdragen op de disgenoten. Deze praktijken waren al vroeg in Europa bekend door de verhalen van Hans Staden, een Duitse soldaat en zeeman die door de Tupi gevangen was genomen. Hij werd door de Tupi naar een van hun dorpen meegenomen, en Staden beweerde dat hem verteld werd dat hij bij de eerstvolgende festiviteiten het hoofdgerecht zou zijn. Hij won echter naar eigen zeggen de vriendschap van een van de stamhoofden door hem van een ziekte te genezen, waarop deze hem het leven spaarde. Terug in Europa schreef hij een boek over zijn avonturen dat in 1557 uitgegeven werd en daar een absolute bestseller werd.

### Europese kolonisatie
Vanaf de 16e eeuw werden de Tupi, gelijk de andere inheemse volken in de buurt geassimileerd, tot slavernij gedwongen of simpelweg uitgeroeid door Portugese (en ook Franse en Nederlandse) kolonisten en Bandeirantes, hetgeen nagenoeg tot de totale vernietiging van het volk leidde, met slechts enkele geïsoleerde gemeenschappen die vandaag de dag in reservaten een tamelijk zieltogend bestaan leiden, voor zover ze zich niet in de dominante Braziliaanse leitcultuur geaccultureerd hebben.

### Miscegenatie enCunhadismo
Er zijn veel inheemse volken die hun bijdrage hebben geleverd aan de hedendaagse Braziliaanse bevolking, maar de Tupi waren verreweg de belangrijkste. Toen de eerste Portugese ontdekkingsreizigers in de 16e eeuw aankwamen waren de Tupi het eerste volk dat uitgebreid kennismaakte met de nieuwelingen. Er trad al snel een proces van mestisatie op, het verschijnsel dat Portugese mannen veel kinderen bij inheemse vrouwen maakten. Dit verschijnsel werd door drie factoren sterk in de hand gewerkt: de meeste Portugese mannen hadden hun vrouw thuisgelaten toen ze op avontuur gingen; ten tweede was er in de Tupicultuur een verschijnsel dat nu onder de Portugese naam Cunhadismo bekendstaat, naar het woord Cunhado, zwager. Cunhadismo was een oude Tupitraditie om vreemdelingen in hun samenleving te doen integreren. De Tupi boden de Portugezen hun meisjes aan als echtgenotes, en als die daarmee instemden verkregen ze een sterke verwantschapsband met alle leden van de inheemse stam. Ten derde was bij de Tupi, net zoals bij de andere Zuid-Amerikaanse volken, polygynie zeer gebruikelijk, een gebruik dat door de katholieke kolonisten zeer fervent werd overgenomen. Dit had tot gevolg dat één Europese man tientallen inheemse vrouwen (temericós) kon hebben. De daarmee verworven inheemse schoonfamilie werd niet gezien als extra last maar werd gebruikt als een middel om arbeidskracht te werven. De Portugezen konden er vele temericós op na houden, en hadden dientengevolge vele inheemse "familieleden" die er makkelijk toe aangezet konden worden werkzaamheden voor de immigranten te verrichten. Als gevolg van dit proces ontstond een grote mestiezenbevolking, (de Mameluco) die na een paar generaties geheel Brazilië overheerste. Zonder het Cunhadismo had de Portugese kolonisatie nooit plaats kunnen vinden; er waren simpelweg te weinig Portugezen en Portugese vrouwen waren er al helemaal nauwelijks. De baarmoeders van de Tupi-vrouwen brachten een overheersing van Brazilië door een gemengd Europees-inheems volk tot stand, en consolideerden daarmee ook de Portugese invloed in dit gebied.

## Taal
De Tupi spraken allemaal dezelfde taal, hoewel er natuurlijk verschillende dialecten en gevallen van taalvariatie waren.
De oude Tupi-taal is gedocumenteerd in meerdere werken die de structuur ervan beschrijven. De jezuïet José de Anchieta wordt beschouwd als de eerste grammaticus van deze taal (het waren de jezuïeten die een schriftelijke representatie van de taal creëerden, aangezien deze tot dan toe uitsluitend mondeling was). Anchieta was echter niet de eerste jezuïet die de inheemse taal leerde: de Baskische priester João de Azpilcueta Navarro componeerde de eerste religieuze hymnen in zijn preken tot de inheemse bevolking. Het doel van de jezuïeten was om de inheemsen te bekeren tot het christendom.
In de 16e en 17e eeuw werd de taal door de Portugezen "língua brasílica" genoemd, omdat het de meest gebruikte taal in Brazilië was (de term "língua tupi" werd pas vanaf de 19e eeuw algemeen gebruikt). De Europeanen die in Brazilië gingen wonen, evenals de Afrikaanse slaven die naar het land werden gebracht, leerden de taal en spraken deze dagelijks, terwijl het Portugees alleen werd gebruikt in hun contacten met de Portugese kroon. Aanvankelijk beperkt tot de Braziliaanse kust, verspreidde de Tupi-taal zich landinwaarts door toedoen van de bandeirantes, die de taal meenamen naar het binnenland, naar de huidige staten Minas Gerais, Goiás en Mato Grosso, onder andere.

## Invloed op het hedendaagse Brazilië

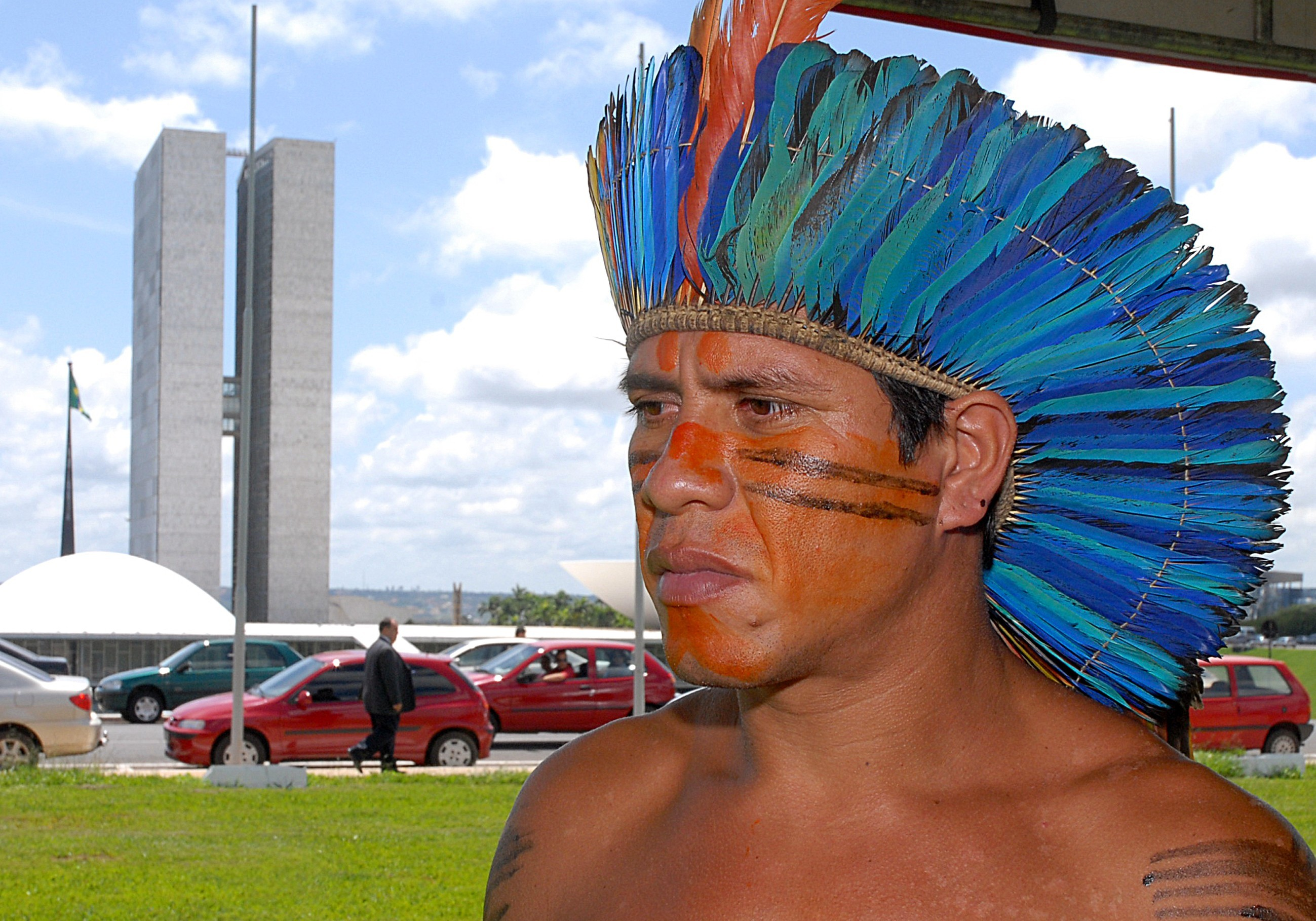
Een stamhoofd (Cacique) van de Tupiniquim in Brasília, 2007)

Hoewel de Tupibevolking net zoals andere Amerikaanse inheemse volken als gevolg van de slavernij en de Europese ziekten waartegen ze niet bestand waren nagenoeg is uitgeroeid, is de invloed van de Tupi's via de matriarchale lijn over het gehele Braziliaanse grondgebied uitgestrekt. De schrijver Darcy Ribeiro stelde dat het uiterlijk van de eerste Brazilianen meer weg had van de Tupi's dan van de Portugezen, daarnaast was ook de taal die tot de 18e eeuw als lingua franca in Brazilië gebruikt werd, het Nheengatu of lingua geral, gebaseerd op de taal van de Tupi.